# Aisha Tyler
Aisha Nilaja Tyler (San Francisco, 18 settembre 1970) è un'attrice e scrittrice statunitense.

## Biografia
Aisha, nata a San Francisco il 18 settembre, 1970, è la figlia di Robin Gregory, un'insegnante, e Jim Tyler, un fotografo. I suoi genitori divorziarono quando aveva 10 anni e fu il padre a crescerla. Nacque in lei un certo interesse per la commedia quando frequentava il liceo artistico di San Francisco. Frequentò anche il Dartmouth College dove ottenne una laurea. Al college, fondò e cantò in un gruppo tutto al femminile a cappella, "The Dartmouth Rockapellas", che si interessava di diffondere un messaggio di consapevolezza ambientale nella società attraverso la canzone. Dopo aver lavorato per un po' di tempo a San Francisco, girò per tutto lo Stato intraprendendo così una carriera di attrice di commedia prima di trasferirsi infine a Los Angeles nel 1996.

## Carriera
La sua carriera in televisione iniziò nel 2001 con alcuni ruoli come quello in Talk Soup e le serie relative The Fifth Wheel, anche se Talk Soup fu cancellato l'anno successivo e Aisha lasciò The Fifth Wheel nel 2002 per inseguire altri interessi. Tyler ha dedicato molto del suo tempo a vari progetti, incluso il ruolo in Moose Mating, per il quale ricevette un NAACP Image Award. Inoltre lei scrisse, diresse e recitò nel film The Whipper.
Continuando lungo questa strada, Aisha apparve in Friends, in cui ha il ruolo ricorrente di Charlie, paleontologa ragazza di Joey e poi di Ross nella nona e decima stagione. Recitò anche nei telefilm CSI: Miami, Nip/Tuck, CSI: Crime Scene Investigation e 24 durante la stagione 2004-2005. Fu anche una comparsa in Mad tv.
Ebbe ruoli regolari nei telefilm della CBS come Ghost Whisperer, nella prima stagione e nel primo episodio della seconda e Senza traccia. Aisha apparve in diversi film, inclusi The Santa Clause 2, il sequel The Santa Clause 3: The Escape Clause, .45 e la commedia Balls of Fury accanto a Christopher Walken. Ha recitato recentemente nel thriller Death Sentence e il dramma criminale Black Water Transit. Rimanendo sempre nella televisione ottiene ruoli in Boston Legal, Reno 911!, e dà voce in The Boondocks e come critica di diversi episodi di At the Movies with Ebert & Roeper, al posto di Roger Ebert, che doveva sottoporsi ad un intervento.
Tyler ha inoltre dato contributo ai magazine Glamour e Jane; scrisse il suo primo libro, Swerve: A Guide to the Sweet Life for Postmodern Girls lanciato nel gennaio 2004. Ha fatto anche un'apparizione nel singolo di Twista con Kanye West e Jamie Foxx, Slow Jamz.

## Filmografia

### Attrice

#### Cinema
- Moose Mating, regia di David Grae (2001)
- Che fine ha fatto Santa Clause? (The Santa Clause 2), regia di Michael Lembeck (2002)
- One Flight Stand, regia di Saladin K. Patterson (2003)
- Never Die Alone, regia di Ernest Dickerson (2004)
- Santa Clause è nei guai (The Santa Clause 3: The Escape Clause), regia di Michael Lembeck (2006)
- .45, regia di Gary Lennon (2006)
- Death Sentence, regia di James Wan (2007)
- Balls of Fury - Palle in gioco (Balls of Fury), regia di Robert Ben Garant (2007)
- The Trap!, regia di Rita Wilson (2007)
- Meet Market, regia di Charlie Loventhal (2008)
- Racconti incantati (Bedtime Stories), regia di Adam Shankman (2008)
- Black Water Transit, regia di Tony Kaye (2009)
- Provetta d'amore (The Babymakers), regia di Jay Chandrasekhar (2012)
- Untitled Horror Movie, regia di Nick Simon (2021)

#### Televisione
- Grand Avenue – film TV, regia di Daniel Sackheim (1996)
- Nash Bridges – serie TV, episodio 1x4 (1996)
- Jarod il camaleonte (The Pretender) – serie TV, episodio 3x16 (1999)
- Dancing in September – film TV, regia di Reggie Rock Bythewood (2000)
- Curb Your Enthusiasm – serie TV, episodio 2x08 (2001)
- Boys and Girls (The Sausage Factory) – serie TV, episodio 1x07 (2002)
- Friends – serie TV, 9 episodi (2003)
- CSI: Miami – serie TV, episodio 5x3 (2004)
- My Life, Inc. – film TV, regia di Terry Hughes (2004)
- Nip/Tuck – serie TV, episodio 2x03 (2004)
- CSI - Scena del crimine (CSI: Crime Scene Investigation) – serie TV, 8 episodi (2004-2005)
- 24 – serie TV, 7 episodi (2005)
- Ghost Whisperer - Presenze (Ghost Whisperer) – serie TV, 23 episodi (2005-2006) – Andrea Marino
- For One Night – film TV, regia di Ernest Dickerson (2006)
- Boston Legal – serie TV, episodio 3x24 (2007)
- Reno 911! – serie TV, episodio 5x06 (2008)
- The Forgotten – serie TV, episodio 1x16 (2010)
- Committed – film TV, regia di Aisha Tyler (2010)
- XIII (XIII: The Series) – serie TV, 15 episodi (2011-2012)
- Glee – serie TV, episodio 4x10 (2012)
- Whose Line Is It Anyway? – serie TV, episodi 1x04-4x09 (2013-2016)
- Hawaii Five-0 – serie TV, episodio 3x21 (2013)
- The Millers – serie TV, episodio 1x08 (2013)
- Modern Family – serie TV, episodio 5x16 (2014)
- Due uomini e mezzo (Two and a Half Men) – serie TV, episodio 12x01 (2014)
- Criminal Minds – serie TV, 82 episodi (2015- in corso)
- Supergirl – serie TV, episodio 1x16 (2016)
- RuPaul's Drag Race All Stars – reality, episodio 6x05, giudice ospite (2021)
- Fear the Walking Dead – serie TV (2021-2023)

### Regista
- Criminal Minds – serie TV, episodi 13x06-14x09 (2017-2018)
- Roswell, New Mexico – serie TV, episodio 2x09 (2020)
- Fear the Walking Dead – serie TV, episodio 6x13 (2021)
- The Walking Dead – serie TV, episodio 11x20 (2022)

### Doppiatrice

#### Televisione
- The Boondocks – serie animata, episodio 3x06 (2007)
- Archer – serie animata, 86 episodi (2009-2023)
- BoJack Horseman – serie animata, episodi 1x03-2x12 (2014-2015)

#### Videogiochi
- Halo: Reach (2010)
- Gears of War 3 (2011)
- Watch Dogs (2014)

## Doppiatrici italiane
Nelle versioni in italiano dei suoi lavori, Aisha Tyler è stata doppiata da:
- Patrizia Burul in Che fine ha fatto Santa Clause?, Santa Clause è nei guai, Balls of Fury - Palle in gioco
- Laura Romano in Ghost Whisperer - Presenze, Hawaii Five-0, XIII, L'ultima cosa che mi hai detto
- Emanuela Baroni in Criminal Minds, Fear the Walking Dead
- Roberta Pellini in CSI: Miami
- Laura Facchin in Nip/Tuck
- Claudia Razzi in 24
- Micaela Esdra in Friends
- Beatrice Margiotti in .45
- Elena Morara in CSI - Scena del crimine
- Perla Liberatori in Due uomini e mezzo

Da doppiatrice è sostituita da:
- Laura Romano in Archer (st. 1-10)
- Flamina Fegarotti in BoJack Horseman
- Stella Musy in Monsters & Co. La serie - Lavori in corso!, Archer (st. 11-14)